# Mardonio (nome)
Mardonio  è un nome proprio di persona italiano maschile.

## Varianti
- Femminili: Mardonia[2]

### Varianti in altre lingue
- Bulgaro: Мардоний (Mardonij)
- Catalano: Mardoni
- Croato: Mardonije
- Greco antico: Μαρδόνιος (Mardonios)
- Latino: Mardonius[1]
- Polacco: Mardoniusz
- Portoghese: Mardónio
- Portoghese brasiliano: Mardônio
- Russo: Мардоний (Mardonij)
- Serbo: Мардоније (Mardonije)
- Spagnolo: Mardonio
- Ucraino: Мардоній (Mardonij)

## Origine e diffusione
Nome di scarsissima diffusione, giuntoci tramite il latino Mardonius, a sua volta dal greco Μαρδόνιος (Mardonios); esso è l'adattamento greco del nome persiano antico Marduniya, attestato anche come Mṛduniya, Mardoniye e Mardunuya, che significa "morbido", "tenero" oppure "guerriero" (dal sanscrito mridh, "ferire", "uccidere"). Secondo alcune fonti, invece, si tratterebbe di un etnonimo riferito al popolo dei Mardoi.
È ricordato principalmente per essere stato portato da Mardonio, un generale persiano genero di Dario I che perì nella battaglia di Platea.

## Onomastico
L'onomastico può essere festeggiato il 24 gennaio in memoria di san Mardonio, martire sul rogo in Asia Minore, il 12 marzo in onore di san Mardonio, sacerdote e martire con diversi altri compagni a Nicomedia, oppure il 23 dicembre in ricordo di san Mardonio, un ufficiale romano ucciso per annegamento anch'egli Nicomedia sotto Diocleziano.

## Persone
- Mardonio, generale persiano
- Mardonio, educatore dell'imperatore Giuliano